# Кампдабанул
Кампдабанул (Catalan pronunciation: [ˌkamdəˈβanul]) — село в Іспанії, у складі автономної спільноти Каталонія, у провінції Жирона. Муніципалітет займає площу 32.62 км2, а населення у 2014 році становило 3395 осіб. 